# Persoonia volcanica
Persoonia volcanica (лат.) — кустарник или небольшое дерево, вид рода Персоония (Persoonia) семейства Протейные (Proteaceae), эндемик восточной Австралии. Прямостоячий кустарник с опушёнными молодыми веточками, яйцевидными или продолговатыми листьями и жёлтыми цветками.

## Ботаническое описание
Persoonia volcanica — прямостоячий кустарник высотой 1,8-6 м с гладкой корой и опушёнными молодыми ветвями, покрытыми сероватыми или ржавыми волосами. Листья от яйцевидных до эллиптических или продолговатых, 20-90 мм в длину и 3-10 мм в ширину. Цветки расположены группами до двадцати на цветоносном побеге длиной до 180 мм, который продолжает расти после цветения, каждый цветок на цветоножке 1,5-10 мм длиной, обычно с листом у основания. Листочки околоцветника жёлтые, длиной 9-13 мм. Цветёт в основном с декабря по февраль, плод — это зелёная костянка.

## Таксономия
Впервые вид был официально описан австралийскими ботаниками Питером Уэстоном и Лоренсом Джонсоном из Национального гербария Нового Южного Уэльса в 1991 году в журнале Telopea на основе образца, собранного недалеко от Вуденбонга в 1989 году. Видовое название — по субстрату, на котором обычно растёт этот вид.

## Распространение и местообитание
Растёт в лесу и на окраинах тропических дождевых лесов на хребте Мак-Ферсон на границе Нового Южного Уэльса и Квинсленда, а также отдельная популяция — в Национальном парке Круббит-Топс дальше на север.